# Boreonymphon abyssorum
Boreonymphon abyssorum is een zeespin uit de familie Nymphonidae. De soort behoort tot het geslacht Boreonymphon. Boreonymphon abyssorum werd in 1873 voor het eerst wetenschappelijk beschreven door Norman. 